# Angina de Ludwig
La angina de Ludwig, también denominada Flemón difuso hiper séptico y gangrenoso de piso de boca, es una infección severa y mortal sin el tratamiento adecuado, de origen dental, en la que el pus invade gravemente cara, cuello, vías respiratorias y pulmones.

## Historia
El nombre fue utilizado por vez primera por Camener en 1837, para designar un caso clínico similar a otros descritos por Wilhelm Frederick von Ludwig en el año anterior. Se trata de una de las infecciones más graves que una persona puede adquirir, pues produce paro cardiorrespiratorio y, cuando no es atendida debidamente, septicemia, es decir, proliferación excesiva de bacterias en la sangre. En Francia se le denomina Flemón de Gensoul ya que, según los franceses, estos tienen documentos fechados 6 años antes de Ludwig, donde el Dr. Gensoul describe el mismo cuadro clínico.

## Causa
La infección es de origen dental en el 90 % de los casos, existen otros factores causales como sialoadenitis de la glándula submaxilar, fractura mandibular abiertas, laceraciones de tejidos blandos orales, heridas en piso de boca e infecciones orales secundarias. Cuando la etiología no es infecciosa se ha llegado a denominar el fenómeno como pseudo-angina de Ludwig.

## Cuadro clínico
Clínicamente, existe induración, sin fluctuación ni dolor inicialmente, de los tejidos situados debajo de la lengua, desplazándose ésta hacia arriba y atrás. La movilidad mandibular, deglución y habla se ven dificultadas. Todo ello se acompaña de una grave afectación del estado general, con temperaturas normalmente superiores a 40 °C. A través de la comunicación con los espacios pterigomandibular y perifaríngeos, la infección puede propagarse a territorios vecinos cervicales, e incluso al mediastino.La mortalidad de la angina de Ludwig se ha reducido del 54 % en los años cuarenta al casi 0 % de la actualidad con el tratamiento idóneo.

## Tratamiento
El tratamiento consiste en antibioterapia parenteral, siendo necesario el drenaje quirúrgico del absceso (a cargo del otorrinolaringólogo o del cirujano maxilofacial) si la evolución no es satisfactoria. Se requieren altas dosis de penicilina o cefalosporinas en combinación con quinolonas o quinolonas fluoradas, por vía intravenosa, además debe completarse un esquema triple con 500 mg de metronidazol endovenoso cada 12 horas. El paciente con angina de Ludwing requiere de hospitalización, sitio donde será vigilada la evolución de la enfermedad y sobre todo vigilar las vías aéreas superiores.